# Alois Mudruňka (pedagog)
Alois Mudruňka (21. června 1859 Vysoké Mýto – 27. dubna 1937 Říčany) byl český pedagog, spoluzakladatel a první vedoucí muzea v Říčanech.

## Život
Vystudoval pedagogickou školu, od roku 1881 působil jako učitel na obecné škole v Říčanech. Podílel se na přípravách na Národopisnou výstavu českoslovanskou v Praze roku 1895. Roku 1908 stál u zrodu muzea v Říčanech a stal jeho prvním vedoucím, jímž byl až do své smrti. Od roku 1912 byl předsedou Učitelské jednoty Budeč v Říčanech. Věnoval se studiu historie Říčan a své zápisky věnoval svému žákovi Gustavu Trnkovi, který je roku 1913 svým jménem knižně vydal pod názvem "Město Říčany v minulosti i přítomnosti". Od roku 1913 byl předsedou říčanské Čtenářské besedy a také byl aktivní v říčanském Okresním osvětovém sboru. V letech 1914–1922 vedl při muzeu městskou kroniku. Roku 1920 byl jmenován řídícím učitelem. Zemřel 27. dubna 1937. Po jeho smrti neslo říčanské muzeum jeho jméno, a to s přestávkami až do roku 2002.  V roce 2023 adoptovalo Muzeum Říčany Mudruňkův hrob.